# روفانو
روفانو (به ایتالیایی: Ruffano) یک کومونه در ایتالیا است که در استان لچه واقع شده‌است.

## خصوصیات
روفانو ۳۹ کیلومترمربع مساحت و ۹٬۷۲۴ نفر جمعیت دارد و ۱۲۷ متر بالاتر از سطح دریا واقع شده‌است.